# Новгородски кодекс
Новгородски кодекс (рус. Новгородский кодекс) или Новгородски псалтир (рус. Новгородская псалтирь) најстарија је позната књига Кијевске Русије, откривена 13. јула 2000. године у Великом Новгороду. Реч је палимпсесту који се састоји од три повезане дрвене табле са четири странице прекривене воском, на којима је његов некадашњи власник током две или три деценије бележио десетине, вероватно и стотине текстова, сваки пут бришући претходни.
Према подацима добијеним стратиграфијом и дендрохронологијом, радиоугљеничним датирањем и самим текстом, у коме се година 999 помиње више пута, воском писани кодекс коришћен је у првој четвртини XI века, а можда чак и у последњим годинама X века. Због тога је старији од Остромировог јеванђеља, најстарије сачувани оригинални писани споменик Кијевске Руси.

## Откриће и опис
Од 1932. године, остаци средњовековног руског града Великог Новгорода континуирано се ископавају у оквиру Новгородске археолошке експедиције коју је започео Артемиј Арциховски. Од раних 1970-их, ископавања су била фокусирана на подручје Тројице у старом делу града званом Лудин, обухватајући скоро 6.000 квадратних метара. На том простору налазиле су се виле и велика заједничка зграда од 1.200 квадратних метара, у којој су били смештени суд и ризница новгородског града. Велика већина текстова пронађених у Новгороду написана је на брезиној кори, а воском писане табле биле су изузетно ретке.
Дана 13. јула 2000. године, експедиција под вођством проф. Валентина Јанина открила је три дрвене табле са воском у земљи. Табле су биле величине 19 × 15 × 1 cm, са удубљењем од 15 × 11,5 cm испуњеним воском. Две табле су имале по једну воском премазану страну и једну празну дрвену страну, док је трећа имала две воском премазане стране. Табле су имале кружне рупе на једној ивици кроз које су уметнути дрвени клинови, држећи табле заједно као књигу од четири странице.
Табле су откривене у слоју који се налазио 50 cm одмах поред и 30 cm испод дрвене стазе која је дендрохронолошки датирана у 1036. годину. Пошто се процењује да су се наслаге у Новгороду таложиле отприлике 1 cm годишње, сматра се да је документ тамо стављен око 1015–1020. године. Накнадно радиоугљенично датирање воска на Универзитету у Упсали у Шведској дало је распон од 760. до 1030. године нове ере са 95,4% сигурности. Због хришћанског садржаја на таблама, датуми пре покрштавања Кијевске Русије 988. године сматрају се мало вероватним, тако да су воском писане табле поуздано датиране у уски временски оквир од 42 године, између 988. и 1030. године нове ере.

## Текст и језик
Восак на таблама кодекса садржи псалме 75. и 76, као и мали фрагмент 67. псалма, и то је тзв. основни текст Новгородског кодекса, због чега се ова књига понекад назива и Новгородски псалтир. Тај текст је читљив као и било који други документ на пергаменту и одмах је био подложан проучавању. Превод Псалтира у овом кодексу показује нешто другачију преводилачку традицију у односу на досад познате словенске преводе Псалтира (нарочито у односу на Синајски псалтир).
Језик Новгородског кодекса представља веома правилан, нарочито у основном тексту, црквенословенски, мада се у појединим „грешкама“ у писању слова јус препознаје источнословенско порекло писца.